# God tolksed
God tolksed är en sammanställning av de yrkesetiska riktlinjer som gäller för tolkar i offentlig sektor i Sverige, utgiven av Kammarkollegiet. God tolksed föreskriver bland annat att en tolk i offentlig sektor ska vara opartisk och neutral i förhållande till parterna i det tolkade samtalet och till det ärende som avhandlas. Det står också att tolkens återgivningar ska vara så exakta som möjligt. Dessa bestämmelser benämns ofta neutralitetsprincipen och noggrannhetsprincipen.